# Доња Злегиња
Доња Злегиња је насеље у Србији у општини Александровац у Расинском округу. Према попису из 2022. има 181 становника (према попису из 2011. било је 239 становника).

## Демографија
У насељу Доња Злегиња живи 253 пунолетна становника, а просечна старост становништва износи 48,8 година (46,8 код мушкараца и 51,1 код жена). У насељу има 97 домаћинстава, а просечан број чланова по домаћинству је 3,05.
Ово насеље је скоро у потпуности насељено Србима (према попису из 2002. године), а у последњих пет пописа, примећен је пад у броју становника.
|  |

| Демографија | Демографија | Демографија |
| Година      | Становника  | Становника  |
| ----------- | ----------- | ----------- |
| 1948.       | 555         |             |
| 1953.       | 588         |             |
| 1961.       | 569         |             |
| 1971.       | 503         |             |
| 1981.       | 430         |             |
| 1991.       | 392         | 380         |
| 2002.       | 296         | 302         |
| 2011.       | 239         |             |
| 2022.       | 181         |             |

| Етнички састав према попису из 2002.‍ | Етнички састав према попису из 2002.‍ | Етнички састав према попису из 2002.‍ | Етнички састав према попису из 2002.‍ | Етнички састав према попису из 2002.‍ |
| ------------------------------------ | ------------------------------------ | ------------------------------------ | ------------------------------------ | ------------------------------------ |
|                                      |                                      |                                      |                                      |                                      |
| Срби                                 | Срби                                 |                                      | 293                                  | 98,98%                               |
| непознато                            | непознато                            |                                      | 3                                    | 1,01%                                |

| Година пописа     | 1948. | 1953. | 1961. | 1971. | 1981. | 1991. | 2002. |
| ----------------- | ----- | ----- | ----- | ----- | ----- | ----- | ----- |
| Број домаћинстава | 103   | 113   | 120   | 128   | 120   | 116   | 97    |

| Број чланова      | 1  | 2  | 3  | 4  | 5 | 6 | 7 | 8 | 9 | 10 и више | Просек |
| ----------------- | -- | -- | -- | -- | - | - | - | - | - | --------- | ------ |
| Број домаћинстава | 19 | 28 | 17 | 12 | 8 | 9 | 4 | 0 | 0 | 0         | 3,05   |

| Пол    | Укупно | Неожењен/Неудата | Ожењен/Удата | Удовац/Удовица | Разведен/Разведена | Непознато |
| ------ | ------ | ---------------- | ------------ | -------------- | ------------------ | --------- |
| Мушки  | 137    | 38               | 80           | 18             | 1                  | 0         |
| Женски | 122    | 13               | 81           | 26             | 2                  | 0         |
| УКУПНО | 259    | 51               | 161          | 44             | 3                  | 0         |

| Пол    | Укупно                    | Пољопривреда, лов и шумарство | Рибарство                            | Вађење руде и камена | Прерађивачка индустрија       |
| ------ | ------------------------- | ----------------------------- | ------------------------------------ | -------------------- | ----------------------------- |
| Мушки  | 103                       | 86                            | 0                                    | 0                    | 10                            |
| Женски | 58                        | 49                            | 0                                    | 0                    | 3                             |
| УКУПНО | 161                       | 135                           | 0                                    | 0                    | 13                            |
| Пол    | Производња и снабдевање   | Грађевинарство                | Трговина                             | Хотели и ресторани   | Саобраћај, складиштење и везе |
| Мушки  | 0                         | 0                             | 4                                    | 0                    | 0                             |
| Женски | 1                         | 0                             | 3                                    | 0                    | 0                             |
| УКУПНО | 1                         | 0                             | 7                                    | 0                    | 0                             |
| Пол    | Финансијско посредовање   | Некретнине                    | Државна управа и одбрана             | Образовање           | Здравствени и социјални рад   |
| Мушки  | 0                         | 1                             | 1                                    | 1                    | 0                             |
| Женски | 0                         | 0                             | 1                                    | 1                    | 0                             |
| УКУПНО | 0                         | 1                             | 2                                    | 2                    | 0                             |
| Пол    | Остале услужне активности | Приватна домаћинства          | Екстериторијалне организације и тела | Непознато            | Непознато                     |
| Мушки  | 0                         | 0                             | 0                                    | 0                    | 0                             |
| Женски | 0                         | 0                             | 0                                    | 0                    | 0                             |
| УКУПНО | 0                         | 0                             | 0                                    | 0                    | 0                             |